# (956) Элиза
(956) Элиза (нем. Elisa) — является астероидом главного пояса, принадлежащим к спектральному классу V, который движется по орбите близкой к орбитам астероидов семейства Весты, но при этом не входит в неё. Элиза, вероятно, является одним из фрагментов астероида Веста, которые образовались при столкновении с Вестой другого крупного астероида. Он был открыт 8 августа 1921 года Карлом Рейнмутом в обсерватории Хайдельберг и был назван в честь матери первооткрывателя.